# Święty Joachim

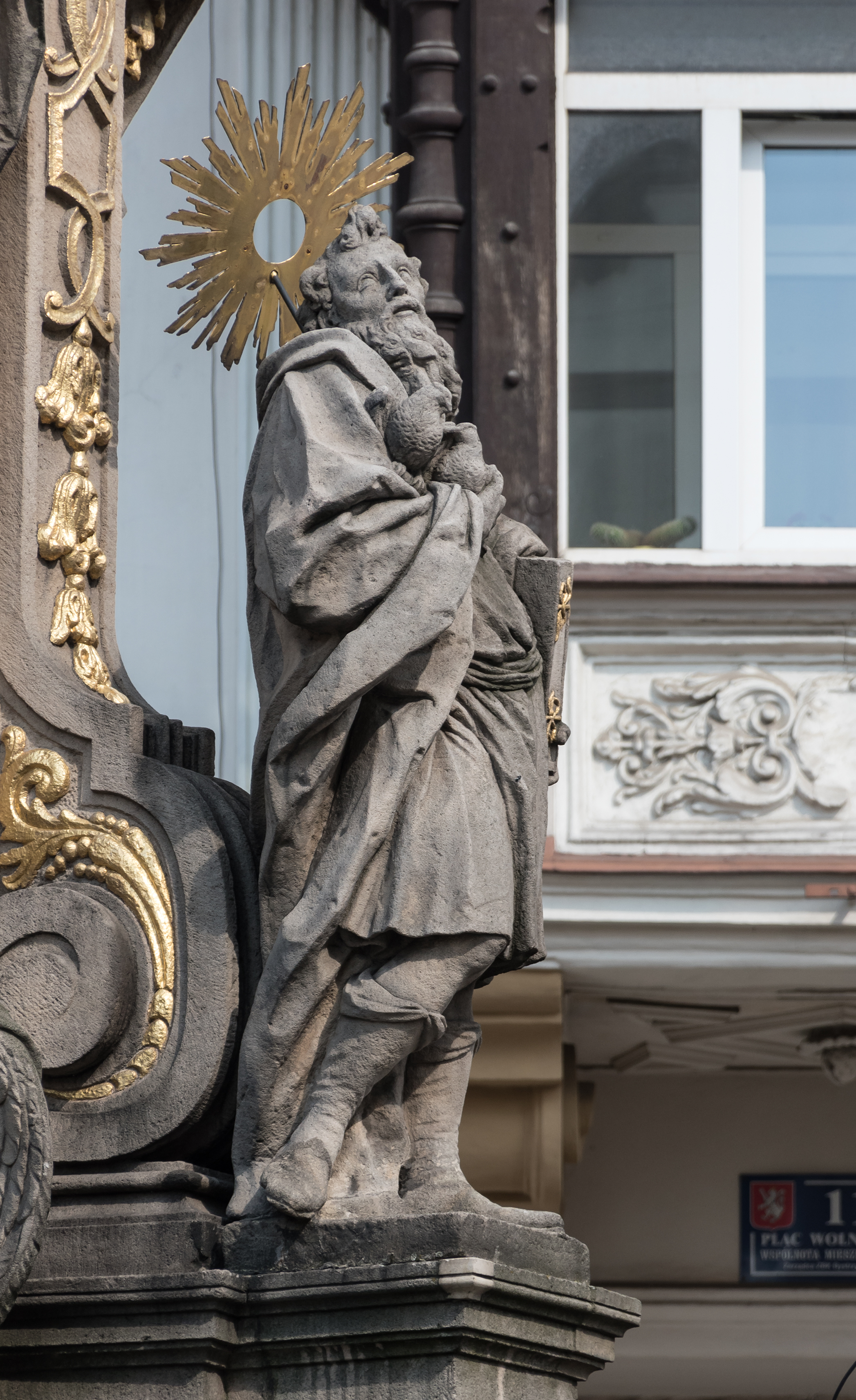
Figura św. Joachima na Kolumnie Trójcy Świętej w Bystrzycy Kłodzkiej

Święty Joachim, hebr. יהוֹיָקִים, gr. Ἰωακείμ, cs. Prawiednyj Bogootiec Ioakim (zm. prawdopodobnie w 16 roku przed narodzeniem Chrystusa, w Jerozolimie) – ojciec Maryi, mąż św. Anny, dziadek Jezusa Chrystusa, święty katolicki i prawosławny („sprawiedliwy boży rodziciel”), wspominany również przez inne Kościoły chrześcijańskie: koptyjski, ormiański, syryjski, jak i przez anglikański.

## Życie

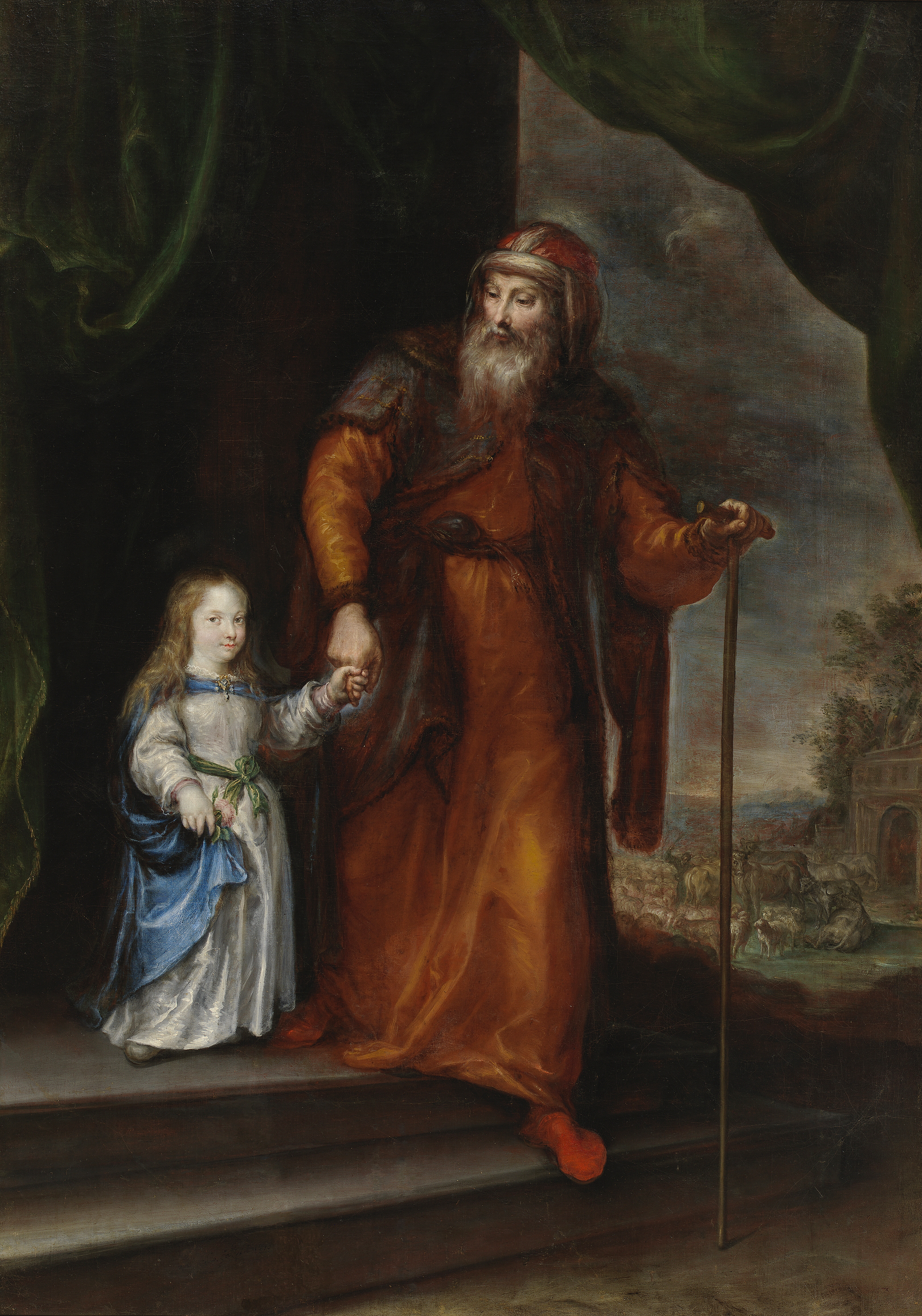
Święty Joachim z Maryją na obrazie Francisco Camilo

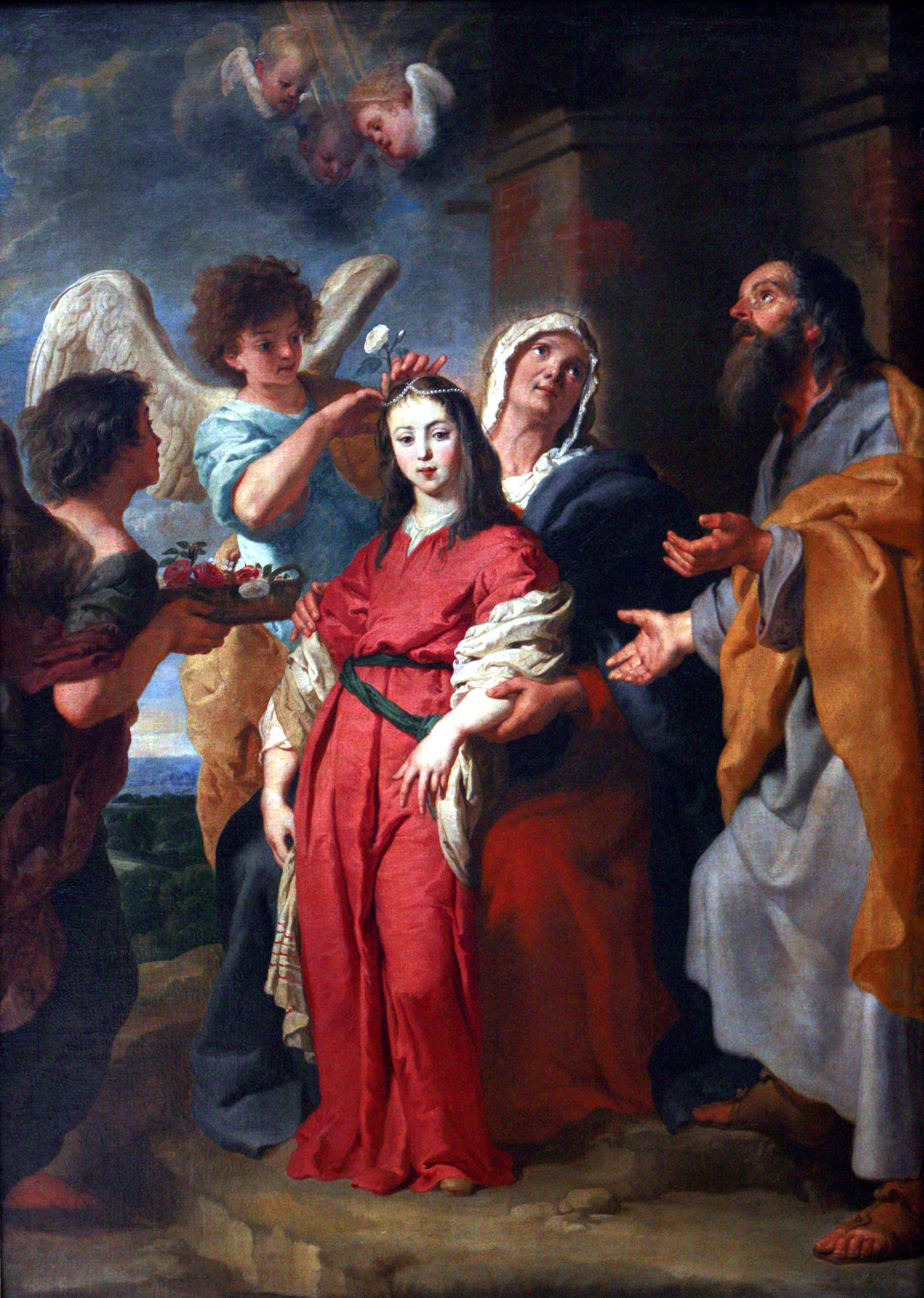
Dorastanie Maryi na obrazie Gaspara de Crayera

Według tradycji pochodził z zamożnej rodziny galilejskiej. Wraz z małżonką sprawiedliwą Anną, mieszkał w żydowskim mieście Nazaret. Małżeństwo prowadzące bogobojne życie nie miało dzieci. Nie mogąc doczekać się dziecka, Joachim udał się na pustynię, gdzie pościł przez 40 dni i nocy i modlitwami błagał Boga o łaskę. Wtedy zjawił mu się anioł i zwiastował, że modły zostały wysłuchane, gdyż ze swoją małżonką Anną, doczeka się dziecięcia, które będzie radością ziemi.
Zmarł mając 80 lat, gdy Maryja była jeszcze dzieckiem.
Ewangelie kanoniczne nie podają informacji na temat rodziców Maryi. Zarówno św. Joachim jak i św. Anna są imionami zaczerpniętymi z apokryfów i utrwalonymi w tradycji. Także z apokryfów pochodzą informacje o ich życiu.
Jego imię pochodzi z hebr. od wyrazów: Jeho – „Bóg” (Jahwe) oraz jaqim – „podnieść” i oznacza „Bóg wzmocni, pokrzepi, pocieszy, podniesie”.

## Kult
Relikwie obojga małżonków widziano jeszcze w XII w. w niewielkiej cerkiewce przy sadzawce Betsaida. Obecnie uważa się je za zaginione. 
Dzień obchodów
Wspomnienie liturgiczne św. Joachima w Kościele katolickim obchodzone jest 26 lipca w Novus Ordo Missae oraz 16 sierpnia (wprowadzony przez papieża Piusa X) w tradycyjnym obrządku łacińskim.
Cerkiew prawosławna wspomina świętego trzykrotnie:
- 9/22 września[a]
- 25 lipca/7 sierpnia (zaśnięcie św. Anny)
- 9/22 grudnia (poczęcie Matki Bożej).

Ikonografia
Na ikonach św. Joachim przedstawiany jest jako starszy, brodaty mężczyzna w długim płaszczu. Niekiedy można go spotkać w stroju pasterza z nakryciem głowy podobnym do turbanu. W ikonografii chrześcijańskiej spotykany jest w scenach z życia Bogarodzicy: Narodzenie Matki Bożej (siedzi nieopodal łoża, na którym leży św. Anna, która dopiero co powiła Bogarodzicę) i Wprowadzenie Matki Bożej do Świątyni. Prawosławna tradycja, w przeciwieństwie do zachodniej, rzadko ukazuje sceny spotkania Joachima i Anny u Złotej Bramy czy też przedstawienia Rodziny Matki Bożej.
W sztuce zachodniej atrybutami św. Joachima są: księga, zwój, anioł, Dzieciątko Jezus na ramionach, dwa gołąbki w dłoni, na zamkniętej księdze lub w małym koszyku, jagnię u stóp, pasterski kij. 
Patronat
Święty Joachim jest patronem: miasta San Joaquin w Kalifornii, małżonków, stolarzy, garbarzy i handlarzy pościelą.
W Polsce św. Joachim jest patronem kościołów i parafii m.in. w Sosnowcu (kościół i parafia), Krzyżanowicach (parafia)
Przysłowia
- na 16 sierpnia: Gdy pada na Joachima, będzie łagodna zima[2]
- na 22 września: Joachima boską mocą dzionek już się równa z nocą[5]